# Mircea Goga
Mircea Goga (n. 23 iulie 1948, Bistrița) este un filolog român, care s-a afirmat ca poet, istoric literar, traducător și profesor universitar. A predat la Facultatea de Litere a Universității Babeș-Bolyai din Cluj-Napoca, iar din 1999 la Universitatea Sorbona din Paris. Este strănepotul poetului Octavian Goga.